# المعاهدة الروسية البيزنطية (911)

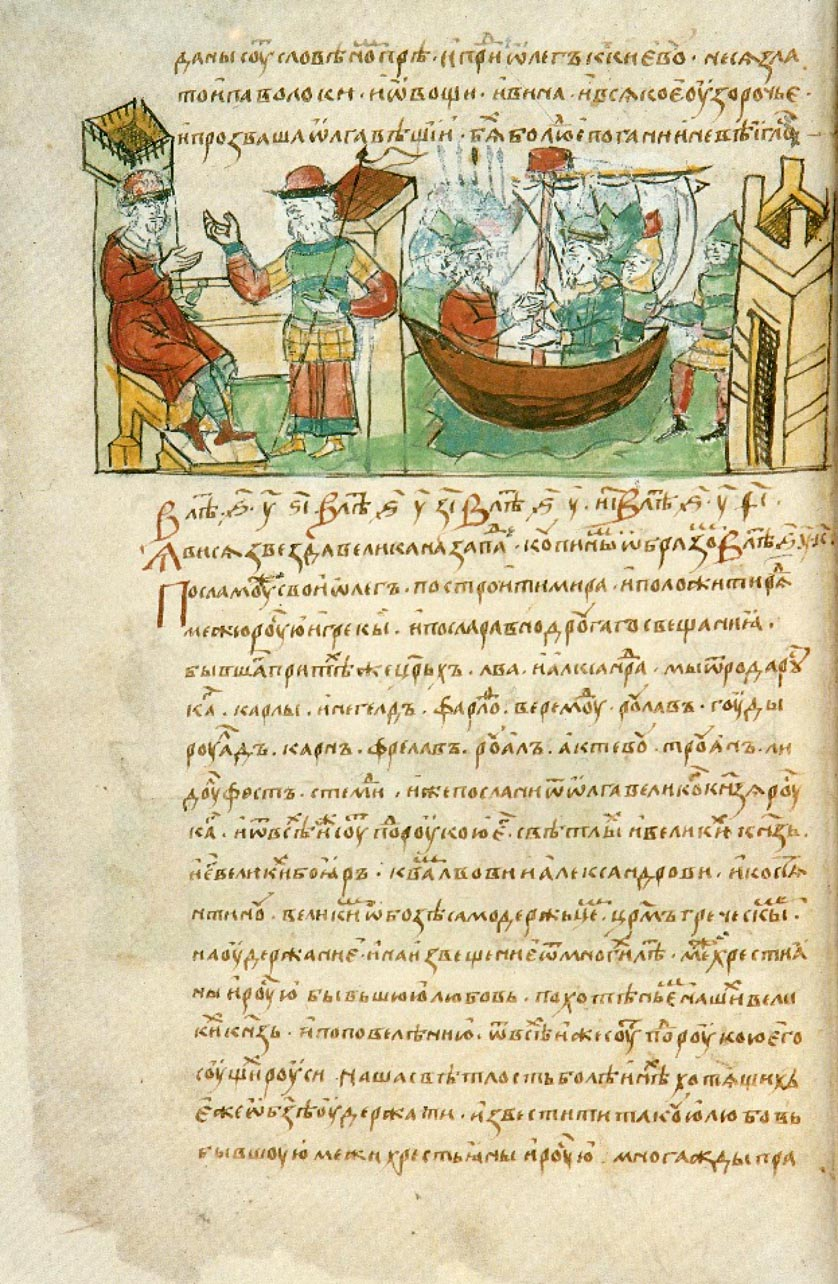

المعاهدة الروسية البيزنطية لعام 911 هي المعاهدة الأكثر شمولاً وتفصيلاً المبرمة بين الإمبراطورية البيزنطية و‌كييف روس في القرن العاشر. وسبقته معاهدة أولية لعام 907. يُعتبر أقدم مصدر مكتوب للقانون الروسي القديم.
يحتوي نص الوثيقة، المدرج في الوقائع الأولية، على العديد من الصلات في المحتوى والصياغة مع المعاهدات التجارية التي أبرمتها الإمبراطورية البيزنطية فيما بعد مع الجمهوريات البحرية في إيطاليا. تم تأليفه بلغتين ووقعه شخصياً الإمبراطور ليو السادس. كما يتضمن النص خطابات الأطراف في هذه المناسبة. لا توجد معاهدات ذات تعقيد مماثل وقديمة معروفة بين المجتمعات الأخرى في أوروبا في ذلك الوقت.
تبدأ المعاهدة بتعداد مطول لمبعوثي الروس (موثق أو أعيد بناء الأشكال الإسكندنافية القديمة بين قوسين): فارلوف (Farulfr)، فير/ليمود ( Vermu (n) dr)، رولاف (Rollabʀ)، فوست (Fastuʀ*)، فريلافك (Frilleifr)، إنغيلد (Ingjaldr)، كارلي (Karli)، كارن ( Karna، موثق بنقش روني سويدي)، ليدول (ف) (Lidulif < Leiðulfr، لكن litulf موثق من نقش روني)، روالد (Hróaldr)، روار (Hróarr )، تروان (Þróndr أو Þrandr).
تنظم المواد من 3 إلى 7 القانون الجنائي وحياة مستعمرتهم في القسطنطينية. هناك أيضًا شرط يتعلق بميراث التاجر الذي مات في العاصمة الإمبراطورية. المادة 8 مخصصة للقانون البحري. توضح المقالات التالية فدية الأسرى، وتبادل المجرمين، ووضع المرتزقة الفارانجيين في الخدمة البيزنطية.

## فهرس
- باللغة الروسية Повесть временных лет, ч. 1—2, М.—Л., 1950.
- Memorials of Russin Law. Issue 1: Memorials of Law of Kievan State 10th-12th centuries / ألكسندر زيمين. Moscow, 1952. ( باللغة الروسية Памятники русского права. Вып. 1: Памятники права Киевского государства X–XII вв. / Сост. А.А. Зимин. М., 1952).
- باللغة الروسية فيودور أوسبنسكي. The History of the Byzantine Empire, vol. 2. Moscow: Mysl, 1997.
- Lind، John H (2004). "Varangians in Europe's Eastern and Northern Periphery". Ennen & nyt ع. 4. مؤرشف من الأصل في 2022-09-20. اطلع عليه بتاريخ 2009-03-13.
- Sverrir Jakobsson, The Varangians: In God’s Holy Fire (Palgrave Macmillan, 2020), pp. 38–41.(ردمك 978-3-030-53797-5)